# مطلق الحريجي
مطلق عيد الحريجي مواليد 13 يناير 1999 في حفر الباطن ، السعودية، هو لاعب كرة قدم سعودي.

## مسيرة اللاعب
بدأ في نادي الباطن و انظم إلى برنامج الابتعاث السعودي لكرة القدم في فبراير 2021  و وقع مع نادي الرائد في صيف 2021.